# Tupá
Tupá (do roku 1948 Tompa, maďarsky Tompa, Kistompa) je obec na západním Slovensku v okrese Levice. Nachází se na východě slovenské Podunajské nížiny na východním okraji Ipeľské pahorkatiny, v dolním údolí Štiavnice, před soutokem s Ipeľem. Žije v ní 568 obyvatel. Místní částí obce Tupá jsou od roku 1962 Chorvatice (do roku 1927 „Horváty“ nebo „Chorváty“; maďarsky Horváti).

## Historie
Obec byla osídlena již v neolitu. Podle archeologických výzkumů zde bylo sídliště želiezovské kultury a kultury s lineární keramikou, dále sídliště z doby bronzové,  germánské sídliště (2. a 3. století) a mezi 8. a 10. stoletím slovanské sídliště.
Tupá je poprvé písemně zmiňována v roce 1332 jako Tompa. Byla v držení několika zemanských rodů. V roce 1715 zde byl mlýn a patnáct domácností, v roce 1828 zde bylo 34 domů a 205 obyvatel, kteří byli zaměstnáni jako rolníci.
Do roku 1918 byla obec součástí Uherska. Kvůli první vídeňské arbitráži byla v letech 1938 až 1945 součástí Maďarska.
Při sčítání lidu v roce 2011 žilo v Tupé 597 obyvatel, z toho 405 Slováků, 184 Maďarů, dva Češi a jeden Ukrajinec. Dva obyvatelé uvedli jinou národnost a tři obyvatelé svou národnost neuvedli.

## Doprava
Tupá se nachází přímo u silnice I/66 (E 77). Je zde železniční zastávka na železniční trati Zvolen–Čata.

## Pamětihodnosti
- Římskokatolický kostel Všech svatých (z roku 1795) v Chorvaticích[3]
- Římskokatolický kostel sv. Františka z Assisi (z roku 1985) v Tupé[4]